# Mario Biondi (calciatore)
Mario Biondi (Como, 12 maggio 1946) è un allenatore di calcio ed ex calciatore italiano, di ruolo difensore.

## Carriera
È stato un giocatore di grande importanza del Taranto, secondo assoluto in termini di presenze con la maglia rossoblù alle spalle del recordman Ivan Romanzini. In riva allo Ionio ha militato dal 1967 al 1977 (otto stagioni in Serie B e due in Serie C), per complessive 270 presenze ed una rete in campionato (249 presenze senza reti all'attivo fra i cadetti).
Di proprietà della Juventus, con cui ha fatto la trafila delle giovanili, venne ceduto al club Tarantino per duecentocinquantacinque milioni di lire.
Prima dell'avvento dell'euro era il terzo calciatore più pagato di sempre dagli jonici, dopo Giovanni Manzella (pagato quasi trecento milioni) ed Erasmo Iacovone (pagato oltre mezzo miliardo di lire).

## Palmarès

### Giocatore
- Campionato italiano Serie C: 1

Taranto: 1968-1969 (girone C)